# Clubul Sportiv Municipal Sibiu 2012-2013
Questa voce raccoglie le informazioni riguardanti il Clubul Sportiv Municipal Sibiu nelle competizioni ufficiali della stagione 2012-2013.

## Organigramma societario
Area direttiva
- Presidente: Viorel Cintean

Area tecnica
- Allenatore: Branko Gajić

## Rosa
| N° | Nome               | Ruolo | Data di nascita  | Nazionalità sportiva |
| -- | ------------------ | ----- | ---------------- | -------------------- |
| 2  | Denisa Viloiu      | P     | 19 marzo 1994    | Romania              |
| 3  | Loredana Paşca     | C     | 22 ottobre 1991  | Romania              |
| 5  | Alexandra Ariton   | S     | 2 novembre 1989  | Romania              |
| 6  | Daria Popa         | S     | 18 marzo 1990    | Romania              |
| 7  | Olivia Buta        | S     | 9 aprile 1992    | Romania              |
| 8  | Lorena Dancu       | L     | 9 febbraio 1990  | Romania              |
| 9  | Anca Bunea         | S     | 6 giugno 1988    | Romania              |
| 10 | Sorina Marian      | S     | 1º febbraio 1986 | Romania              |
| 11 | Denisa-Roxana Moga | S     | 28 dicembre 1990 | Romania              |
| 12 | Milica Tasić       | C     | 22 marzo 1984    | Serbia               |
| 14 | Gabriela Dancu     | C     | 22 febbraio 1989 | Romania              |
| 15 | Irina Viloiu       | P     | 2 gennaio 1996   | Romania              |